# Баштан, Григоре
Григоре Баштан (рум. Grigore Baștan; 23 января 1922, Фламынзены, Бельцкий уезд — 8 февраля 1983, Бухарест) — первый румынский генерал-майор парашютист.
Он входил в состав первой роты военных парашютистов румынской армии, подразделения, основанного 10 июня 1941 года, а в 1944 году участвовавшего в боях на севере Бухареста.
В 1950 году он внес существенный вклад в воссоздание первого парашютного батальона и внес ценный вклад в развитие на новых базах этой военной специальности, в подготовку тысяч военных парашютистов.
Он был увлечен разработкой десантных материалов, и его дух изобретателя и новатора привел к заметным достижениям, в том числе к созданию парашюта в сборе BG-7M (основной) и BG-3m (резервный), которые долгое время использовались в армии Румынии.
20 августа 1970 года он установил национальный рекорд в прыжках с парашютом, выполнив прыжок с самолета с высоты 10 000 м со свободным падением 7 000 м. Он также принимал активное участие в координации спортивного парашютного спорта в Румынии.
В 1971 году он стал первым генералом-парашютистом в румынской армии и руководил судьбой румынских военных, занимающимися парашютным спортом, вплоть до увольнения в запас в 1979 году.